# Shungiku Nakamura
Shungiku Nakamura (japanisch 中村 春菊 Nakamura Shungiku; * 13. Dezember 1980) ist eine japanische Mangaka. International bekannt sind ihre Manga-Serien Junjo Romantica und Sekaiichi Hatsukoi, die beide auch als Anime verfilmt wurden. 

## Werdegang und Werk
Nakamura begann ihre Karriere mit mehreren kurzen Serien. Die erste war ab 1998 Tōzando Tentsui Ibun, eine Samurai-Liebesgeschichte zwischen jungen Adeligen und seinem Leibwächter. Auch ihre weiteren Werke erzählen von Liebe zwischen jungen Männern, lassen sich also ins Genre Boys Love einordnen. Meist handelt es sich um Komödien, oft auch Dramen und angesiedelt im Alltag. Die erste lange Serie startete dann 2002 mit Junjo Romantica, worin wechselnd über drei männliche Paare erzählt wird, die in der Literaturbranche arbeiten oder studieren. Die Serie wurde mehrfach als Anime verfilmt und in viele Sprachen übersetzt, darunter seit 2007 bei Carlsen ins Deutsche. Der Verlag brachte auch zwei weitere Werke heraus: Die ebenfalls verfilmte kurze Serie Hybrid Child und das seit 2007 in Japan erscheinende Sekaiichi Hatsukoi. Letztere spielt in der gleichen Welt wie Junjo Romantica und teilt sich auch einige Charaktere damit. Auch hierzu erschienen mehrere Animes und die Bände verkauften sich in Japan teils über 100.000 Mal.

## Bibliografie (Auswahl)
- Tōzando Tentsui Ibun (東山道転墜異聞, 1998–2005, 2 Bände)
- Tsuki wa Yamiyo ni Kakuru ga Gotoku (月は闇夜に隠るが如く, 1999–2005, 1 Band)
- Umi ni Nemuru Hana (海ニ眠ル花, 2000–2001, 5 Bände)
- Mangetsu Monogatari (満月物語, 2001, 1 Band)
- √W.P.B. (2002–2004, 2 Bände)
- Junjo Romantica (純情ロマンチカ, seit 2002, 28 Bände)
- Hybrid Child (2003–2004, 1 Band)
- Junjō Minimum (純情ミニマム, 2004–2005, 1 Band)
- Sekaiichi Hatsukoi (世界一初恋 ~小野寺律の場合~ Sekaiichi Hatsukoi – Onodera Ritsu no Baai, seit 2007, 19 Bände)
- Junjō Mistake (純情ミステイク, 2008, 1 Band)
- Junjō Sentiment (純情センチメント, 2016, 2 Bände)